# Dorcadion almarzense
Dorcadion almarzense är en skalbaggsart som beskrevs av Escalera 1906. Dorcadion almarzense ingår i släktet Dorcadion och familjen långhorningar. Inga underarter finns listade i Catalogue of Life.